# Chisak Island
Chisak Island ist eine kleine unbewohnte Insel der Andreanof Islands, die zu den Aleuten gehören. Die etwa 1 km lange und 6 m hohe Insel liegt südlich von Little Tanaga Island. 
1934 erhielt die Insel ihren Namen durch Mitglieder der amerikanischen Aleuten-Expedition. 